# Précession nodale

Diagramme des éléments orbitaux. La précession nodale correspond à une variation dans le temps de la longitude du nœud ascendant Ω, et donc de la position du nœud ascendant ☊.

La précession nodale est la précession du plan orbital d'un satellite autour de l'axe du plan orbital d’un corps céleste comme la Terre. Cette précession est due à la nature non sphérique du corps central en rotation (forme ellipsoïdale), qui crée un champ gravitationnel non uniforme. La précession nodale se visualise par une rotation de la ligne des nœuds qui est l'intersection entre les deux plans. Les deux nœuds ascendant et descendant sont les deux points d'intersection de la trajectoire du satellite avec le plan du corps central.
Dans l’hypothèse d'un corps central sphérique, le plan orbital du satellite resterait fixé dans l'espace autour du corps central. Cependant, la plupart des corps tournent sur eux-mêmes (rotation), ce qui provoque un renflement équatorial. Ce renflement crée un effet gravitationnel qui amène les orbites à « précesser » autour du corps central.
Ce phénomène étonnant permet de conserver l'inclinaison du plan orbital du satellite malgré la force perturbatrice exercée sur elle. L'axe de ce plan se met à tourner un peu comme une toupie en décrivant un cône avec un rayon d'angle égal à cette inclinaison et en dessinant donc un cercle imaginaire dans l'espace.

## La précession nodale des satellites artificiels
La direction d'une précession rétrograde est opposée à la direction de la révolution. Pour une orbite prograde autour de la Terre (c'est-à-dire dans le sens de la rotation du corps central), la longitude du nœud ascendant diminue, c'est-à-dire que le nœud « précesse » vers l'ouest. Si l'orbite est rétrograde, la longitude du nœud ascendant augmente, et le nœud est en précession vers l'est. Cette progression nodale permet aux orbites des satellites héliosynchrones de maintenir un angle sensiblement constant par rapport au Soleil. Les satellites artificiels n'ont aucun effet mesurable sur le mouvement de la Terre.

## La précession nodale de la Lune
La précession nodale de satellites naturels comme la Lune, beaucoup plus massifs, est plus complexe. Elle aurait un effet stabilisateur sur l'axe de rotation de la Terre. Mais elle génère en même temps une légère oscillation appelée nutation sur le mouvement de précession des équinoxes de la Terre. La précession nodale de la Lune est rétrograde et a une période de 18,6 ans ce qui signifie que la ligne des nœuds tourne autour de la Terre sur l'écliptique dans le sens horaire. Tous les 173,3 jours correspondant à la moitié d'une année draconitique les nœuds sont alignés avec le Soleil. C'est la période favorable aux éclipses si la Lune se trouve aussi sur l'alignement.